# Бацаев, Руслан Юркиевич
Руслан Юркиевич Бацаев (30 августа 1962, Гудермес, Чечено-Ингушская АССР — 20 ноября 2005, Гудермес, Чечня) — подполковник милиции, Герой Российской Федерации (2006).

## Биография
Руслан Бацаев родился 30 августа 1962 года в Гудермесе. Окончил среднюю школу, проходил срочную службу в Советской Армии. С 1984 года — в органах МВД СССР, первоначально был контролёром следственного изолятора отдела исправительных трудовых учреждений МВД Чечено-Ингушской АССР. Окончил Ростовскую спецшколу подготовки начальствующего состава в 1988 году. С 1989 года работал участковым инспектором милиции по делам несовершеннолетних отделения уголовного розыска Гудермесского РОВД. На этой должности служил в течение всего периода правления Дудаева. В годы чеченской войны принял сторону федеральных сил. В феврале 2000 года Бацаев был назначен старшим оперуполномоченным по особо важным делам отдела борьбы с вооружённой организованной преступностью УБОП при УВД МВД РФ по Чеченской республике. Из-за постоянных угроз жизни членам семьи Бацаева со стороны боевиков в 2001 году он был переведён в Тобольский ГОВД, перевёз туда же свою семью, занимал должности оперуполномоченного и старшего оперуполномоченного.
В июне 2003 года Бацаев вернулся в Чечню, где был заместителем начальника отделения уголовного розыска криминальной милиции ОВД Гудермесского района. С июля 2004 года подполковник Бацаев был заместителем начальник отдела уголовного розыска того же ОВД. Лично участвовал в 44 специальных операциях по задержанию особо опасных преступников, в результате которых было выявлено 27 участников вооружённых бандформирований, задержано 9 преступников, находящихся в федеральном розыске, изъято 26 единиц огнестрельного оружия, раскрыта серия террористических актов в Гудермесском районе.
19 ноября 2005 года Гудермесский РОВД получил информацию о том, что находящийся в федеральном розыске сепаратист Рашид Асхабов во время проведения выборов в Чеченский парламент планирует совершить ряд террористических актов на территории Гудермесского района. На следующее утро опергруппа во главе с Бацаевым выдвинулась в село Кошкельды под предлогом адресной проверки. В доме, где скрывался Асхабов и его сообщники, находились также его мать и младшие братья и сёстры. Когда милиционеры предложили Асхабову сдаться, один из бандитов бросил в них из окна две гранаты. После взрывов Бацаев ворвался в дом и увидел, что один из сепаратистов прячется за маленькими детьми. Тогда он поднялся во весь рост и направился к боевику. Боевик, безостановочно стреляя на ходу по Бацаеву, попытался бежать, но был убит сотрудниками милиции. В его кармане была обнаружена схема предстоящих терактов. От полученных ранений в голову и грудь Бацаев, не приходя в сознание, скончался. Похоронен в Гудермесе.
Указом Президента Российской Федерации от 1 августа 2006 года за «мужество и героизм, проявленные при выполнении служебного долга» подполковник милиции Руслан Бацаев посмертно был удостоен высокого звания Героя Российской Федерации.